# 第11回日本フットボールリーグ
第11回日本フットボールリーグは2009年3月15日から同年11月29日まで行われた日本フットボールリーグ（JFL）のリーグ戦である。SAGAWA SHIGA FCが2年ぶり2回目の優勝を果たした。

## 参加クラブ
第11回JFLの参加クラブは以下の通りである。このうちFC町田ゼルビア、V・ファーレン長崎およびホンダロックが前シーズンの全国地域サッカーリーグ決勝大会からの昇格クラブである。
※前年度成績=特記なきものは第10回JFL（2008年）の成績である。
| 呼称                 | 正式名称                               | 所在都道府県 | 監督 | 主なホームゲーム会場                              | 前年度成績                                 | 備考                    |
| -------------------- | -------------------------------------- | ------------ | ---- | ------------------------------------------------- | ------------------------------------------ | ----------------------- |
| Honda FC             | 本田技研工業株式会社フットボールクラブ | 静岡県       |      | ホンダ都田サッカー場                              | 1位                                        |                         |
| ガイナーレ鳥取       | ガイナーレ鳥取                         | 鳥取県       |      | とりぎんバードスタジアム                          | 5位                                        |                         |
| 流通経済大学         | 流通経済大学                           | 茨城県       |      | 龍ケ崎市陸上競技場たつのこフィールド              | 6位                                        |                         |
| 横河武蔵野FC         | 横河武蔵野フットボールクラブ           | 東京都       |      | 武蔵野市立武蔵野陸上競技場                        | 7位                                        |                         |
| FC刈谷               | フットボールクラブ刈谷                 | 愛知県       |      | 刈谷市総合運動公園多目的グラウンド                | 8位                                        |                         |
| ソニー仙台FC         | ソニー仙台フットボールクラブ           | 宮城県       |      | ユアテックスタジアム仙台 七ヶ浜サッカースタジアム | 9位                                        |                         |
| ニューウェーブ北九州 | ニューウェーブ北九州                   | 福岡県       |      | 北九州市立本城陸上競技場                          | 10位                                       |                         |
| 佐川印刷SC           | 佐川印刷株式会社サッカークラブ         | 京都府       |      | 京都市西京極総合運動公園陸上競技場兼球技場        | 11位                                       |                         |
| SAGAWA SHIGA FC      | SAGAWA SHIGA FC                        | 滋賀県       |      | 佐川急便守山運動場陸上競技場                      | 12位                                       |                         |
| TDK SC               | TDKサッカー部                          | 秋田県       |      | 仁賀保グリーンフィールド                          | 13位                                       |                         |
| MIOびわこ草津        | MIOびわこ草津                          | 群馬県       |      | 湖南市市民グラウンド陸上競技場                    | 14位                                       |                         |
| ジェフリザーブズ     | ジェフユナイテッド市原・千葉リザーブズ | 千葉県       |      | 市原臨海競技場                                    | 15位                                       |                         |
| FC琉球               | FC琉球                                 | 沖縄県       |      | 沖縄市陸上競技場 沖縄県総合運動公園陸上競技場     | 16位                                       | Jリーグ準加盟申請審議中 |
| アルテ高崎           | アルテ高崎                             | 群馬県       |      | 高崎市浜川競技場                                  | 17位                                       |                         |
| 三菱水島FC           | 三菱自動車水島FC                       | 岡山県       |      | 岡山県笠岡陸上競技場                              | 18位                                       |                         |
| 町田ゼルビア         | FC町田ゼルビア                         | 東京都       |      | 町田市立陸上競技場                                | 関東1部1位 地域決勝1位                     | 昇格（自動昇格）        |
| V・ファーレン長崎    | V・ファーレン長崎                      | 長崎県       |      | 長崎県立総合運動公園陸上競技場                    | 九州1部2位 地域決勝2位                     | 昇格（自動昇格）        |
| ホンダロック         | 株式会社ホンダロック サッカー部        | 宮崎県       |      | 宮崎市生目の杜運動公園陸上競技場                  | 九州1部3位 地域決勝3位 （全社3位で出場権） | 昇格（自動昇格）        |

色付のチームは2009年シーズン開幕時において
- のチームはJリーグ準加盟クラブ
- のクラブはJリーグ準加盟クラブを申請中・または継続審議中のクラブ

## レギュレーション

### リーグ・試合形式
- 年間2回戦総当り、1チーム34試合（全306試合）を行い、勝ち点により順位を決定する。全34節を17節ごとに前期・後期に分け、前期の順位によって天皇杯の出場権が与えられる。
- 試合は前後半90分で行い、決着がつかなければ引き分けとなる。勝利には勝ち点3、引き分けには勝ち点1、敗北には勝ち点0が与えられる。
- Jリーグ準加盟クラブのJリーグ加盟の成績面の条件は年間順位4位以上。その上でJリーグ臨時理事会の承認を得られれば次年度からJ2に参入することができる。
- JFLの17位・18位は所属する地域リーグに自動降格し、全国地域リーグ決勝大会の1位・2位はJFLに自動昇格する。JFLの16位と全国地域リーグ決勝大会の3位が入れ替え戦を行う。なお、Jリーグに加盟するチームが出た場合、1チームなら16位までが残留、17位が入れ替え戦出場。2チームなら17位までが残留、18位が入れ替え戦出場となり、3チーム昇格の場合は入れ替え戦出場チームはなくなる。また、JFL加盟チームの廃部、合併等も上記降格条件に影響する可能性がある。

### 天皇杯への出場枠
前期終了時の上位4チームに第89回天皇杯の出場権が与えられる。

### 強化費
各試合において勝利チームに勝利チーム賞6万円を支払う。

## 最終成績
| 順位 | クラブ名             | 試 | 勝 | 分 | 負 | 得点 | 失点 | 差  | 勝点 | 備考                                   |
| ---- | -------------------- | -- | -- | -- | -- | ---- | ---- | --- | ---- | -------------------------------------- |
| 1    | SAGAWA SHIGA FC      | 34 | 19 | 9  | 6  | 62   | 36   | +26 | 66   | Jリーグ加盟ライン （準加盟チームのみ） |
| 2    | 横河武蔵野FC         | 34 | 17 | 9  | 8  | 48   | 34   | +14 | 60   | Jリーグ加盟ライン （準加盟チームのみ） |
| 3    | ソニー仙台FC         | 34 | 17 | 8  | 9  | 49   | 30   | +19 | 59   | Jリーグ加盟ライン （準加盟チームのみ） |
| 4    | ニューウェーブ北九州 | 34 | 16 | 10 | 8  | 49   | 31   | +18 | 58   | Jリーグ加盟ライン （準加盟チームのみ） |
| 5    | ガイナーレ鳥取       | 34 | 16 | 8  | 10 | 65   | 37   | +28 | 56   |                                        |
| 6    | 町田ゼルビア         | 34 | 14 | 12 | 8  | 38   | 30   | +8  | 54   |                                        |
| 7    | Honda FC             | 34 | 13 | 12 | 9  | 49   | 38   | +11 | 51   |                                        |
| 8    | MIOびわこ草津        | 34 | 13 | 9  | 12 | 51   | 43   | +8  | 48   |                                        |
| 9    | 佐川印刷SC           | 34 | 14 | 5  | 15 | 56   | 46   | +10 | 47   |                                        |
| 10   | TDK SC               | 34 | 14 | 4  | 16 | 39   | 54   | -15 | 46   |                                        |
| 11   | V・ファーレン長崎    | 34 | 12 | 8  | 14 | 38   | 43   | -5  | 44   |                                        |
| 12   | ジェフリザーブズ     | 34 | 9  | 14 | 11 | 26   | 37   | -11 | 41   |                                        |
| 13   | ホンダロック         | 34 | 9  | 13 | 12 | 34   | 38   | -4  | 40   |                                        |
| 14   | アルテ高崎           | 34 | 9  | 13 | 12 | 34   | 46   | -12 | 40   |                                        |
| 15   | 流通経済大学         | 34 | 11 | 7  | 16 | 41   | 55   | -14 | 40   |                                        |
| 16   | FC琉球               | 34 | 11 | 5  | 18 | 42   | 57   | -15 | 38   | 入れ替え戦ライン                       |
| 17   | FC刈谷               | 34 | 7  | 10 | 17 | 26   | 51   | -25 | 31   | 地域リーグ降格ライン                   |
| 18   | 三菱水島FC           | 34 | 4  | 6  | 24 | 28   | 69   | -41 | 18   | 地域リーグ降格ライン                   |

### 備考
- クラブ名太字はJリーグに準加盟し、かつ2010年度からのJリーグ加盟意思を表明していたクラブ
- 斜体は、前期終了時に上位4位に入ったことにより第89回天皇杯本戦出場シード権を獲得したクラブ
- ニューウェーブ北九州のJリーグ加盟と三菱水島FCのJFL脱退が決定したため、FC琉球は残留。代わってFC刈谷が入れ替え戦出場となる。（下記レギュレーション変更参照）

## 個人記録

### 得点ランキング
| 順     | 選手名     | 得点 | 所属            |
| ------ | ---------- | ---- | --------------- |
| 得点王 | 塩沢勝吾   | 17   | 佐川印刷SC      |
| 2      | 中村元     | 15   | SAGAWA SHIGA FC |
| 2      | 木下真吾   | 15   | MIOびわこ草津   |
| 4      | 新田純也   | 11   | Honda FC        |
| 4      | 鶴見聡貴   | 11   | ガイナーレ鳥取  |
| 4      | 久保田圭一 | 11   | アルテ高崎      |

### 個人表彰・ベスト11
| Pos        | 選手名   | 所属                 |
| ---------- | -------- | -------------------- |
| 最優秀監督 | 中口雅史 | SAGAWA SHIGA FC      |
| GK         | 水原大樹 | ニューウェーブ北九州 |
| DF         | 冨山卓也 | SAGAWA SHIGA FC      |
| DF         | 旗手真也 | SAGAWA SHIGA FC      |
| DF         | 金守貴紀 | 横河武蔵野FC         |
| MF         | 山根伸泉 | SAGAWA SHIGA FC      |
| MF         | 大沢朋也 | SAGAWA SHIGA FC      |
| MF         | 佐野裕哉 | ニューウェーブ北九州 |
| MF         | 太田康介 | 横河武蔵野FC         |
| MF         | 吉野智行 | ガイナーレ鳥取       |
| FW・MVP    | 中村元   | SAGAWA SHIGA FC      |
| FW・得点王 | 塩沢勝吾 | 佐川印刷SC           |
| 新人王     | 伊賀貴一 | Honda FC             |

- 優秀レフェリー賞：岡宏道
- フェアプレー賞 ：流通経済大学サッカー部

### ハットトリック
| JFL         | JFL               | JFL       | JFL              | JFL       | JFL     | JFL   |
| 選手        | 所属              | 節        | 対戦相手         | 試合結果  | 日付    | 出典  |
| ----------- | ----------------- | --------- | ---------------- | --------- | ------- | ----- |
| 有光亮太    | V・ファーレン長崎 | 前期 6節  | 三菱自動車水島FC | 5 - 2 (A) | 4月19日 | [ 2 ] |
| 大槻紘士    | 佐川印刷          | 前期 12節 | MIOびわこ滋賀    | 3 - 1 (H) | 5月23日 | [ 3 ] |
| 塩沢勝吾    | 佐川印刷          | 前期 14節 | 三菱自動車水島FC | 4 - 1 (H) | 6月7日  | [ 4 ] |
| 原賀啓輔    | FC琉球            | 前期 14節 | TDK SC           | 4 - 0 (A) | 6月7日  | [ 5 ] |
| 塩沢勝吾(2) | 佐川印刷          | 後期 10節 | 三菱自動車水島FC | 4 - 2 (A) | 9月23日 | [ 6 ] |

Note: (H) – ホーム (A) – アウェイ

## 入れ替え

### JFL→J2
2010年度からのJリーグへの加盟申請を行っていた準加盟クラブについて11月30日のJリーグ臨時理事会で審議が行われ、4位のニューウェーブ北九州のJリーグ加盟が正式に承認された。
5位のガイナーレ鳥取については成績面での不備から加盟は見送られた。
町田ゼルビア、V・ファーレン長崎に関しては2010年度からの加盟申請を行わなかった ため、審議対象とはされなかった。

### JFLからの脱退
11月2日に三菱自動車水島FCが成績に関わらずJFLから脱退することがリリースされた。
なお、中国サッカーリーグが来年度の同クラブの受け入れ拒否を表明した事もあって、2010年から岡山サッカーリーグ1部に参加する事が決まった。

### レギュレーション変更
Jリーグ加盟及びJFL脱退により2チーム減少したため、JFLと地域リーグ間の昇降格のレギュレーションが以下のように変更された。
| 順位        | チーム             | 変更前                      | 変更後                      |
| ----------- | ------------------ | --------------------------- | --------------------------- |
| JFL16位     | FC琉球             | 入れ替え戦（vs地域決勝3位） | JFL残留                     |
| JFL17位     | FC刈谷             | 地域リーグ自動降格          | 入れ替え戦（vs地域決勝3位） |
| JFL18位     | 三菱水島FC         | 地域リーグ自動降格          | 脱退                        |
| 地域決勝1位 | 松本山雅FC         | JFL自動昇格                 | JFL自動昇格                 |
| 地域決勝2位 | 日立栃木ウーヴァSC | JFL自動昇格                 | JFL自動昇格                 |
| 地域決勝3位 | ツエーゲン金沢     | 入れ替え戦（vsJFL16位）     | 入れ替え戦（vsJFL17位）     |

### 地域リーグ→JFL
第33回全国地域サッカーリーグ決勝大会の結果、1位の松本山雅FC、2位の日立栃木ウーヴァSCがJFLへの自動昇格となった。

### 入れ替え戦
レギュレーション変更により、JFL17位のFC刈谷と第33回全国地域サッカーリーグ決勝大会3位のツエーゲン金沢が入れ替え戦を行う事となった。入れ替え戦の実施は2006年シーズン以来となる。
- ホーム・アンド・アウェー方式で2試合行う。
- 各試合ごとに勝利チームに勝点3、引分の場合は両チームに勝点1を与え、2試合の勝点合計が多いチームを勝利チームとする。
- 2試合の勝点で並んだ場合は得失点差の多いチームを勝利チームとする。
- 得失点差でも並んだ場合は第2戦終了後に15分ハーフの延長戦を行い、それでも勝敗が決しない場合はPK戦で勝利チームを決定する（アウェーゴールルールは採用されない）。

| 2009年12月13日 13:00 第1戦 |

| ツエーゲン金沢 （地域決勝3位） | 1 - 0          | FC刈谷 （JFL17位） |
| 古部健太 52分                  | 公式記録 (PDF) |                    |

| 津幡運動公園陸上競技場 観客数: 2,176人 主審: 岡部拓人 |

| 2009年12月19日 13:00 第2戦 |

| FC刈谷        | 1 - 1          | ツエーゲン金沢 |
| 日下大資 87分 | 公式記録 (PDF) | 根本裕一 31分  |

| ウェーブスタジアム刈谷 観客数: 1,605人 主審: 廣瀬格 |

1勝1分でツエーゲン金沢のJFL昇格、ならびにFC刈谷の地域リーグ（東海社会人サッカーリーグ1部）降格が決定した。